# Выборы губернаторов в США (2025)
Губернаторские выборы в Соединённых Штатах запланированы на 4 ноября 2025 года в двух штатах — Нью-Джерси и Вирджинии. Последние губернаторские выборы в Нью-Джерси и Вирджинии состоялись в 2021 году. Оба действующих губернаторов не имеют права баллотироваться на переизбрание из-за ограничения срока полномочий.

## Партийный Расклад
На момент выборов в Соединённых Штатах насчитывалось 27 губернаторов-республиканцев и 23 губернатора-демократа. В эту категорию губернаторов входят 1 республиканец и 1 демократ. Все двое выборов проводятся в синих штатах.